# Премія Вольфа
Премію Вольфа присуджує в Ізраїлі з 1978 року Фонд Вольфа. Премію вручають щорічно у шести номінаціях: сільське господарство, хімія, математика, медицина, фізика і мистецтво.
Має високий авторитет і часто розглядається як друга за престижем після Нобелівської премії (в математиці та медицині — друга після відповідно Філдсівської та Ласкерівської премій).

## Про премію
Фонд був заснований в 1976 році Рікардо Вольфом (1887–1981), винахідником, дипломатом і філантропом, і його дружиною Франсискою Субірана-Вольф (1900–1981), з метою просування науки і мистецтва для добра людства. Рікардо Вольф народився в Ганновері (Німеччина), незадовго до початку Першої світової війни він емігрував на Кубу. Був послом Куби в Ізраїлі з 1971 року, після розриву дипломатичних відносин у 1973 році залишився в Ізраїлі до кінця життя.
Премія Вольфа вручається щорічно (з можливими перервами) в шести номінаціях: сільське господарство, хімія, математика, медицина, фізика і мистецтво. Премію в галузі мистецтв присуджують за правилом ротації окремих мистецтв. Чергування здійснюється в такому порядку: живопис, музика, архітектура, скульптура.
Премія включає диплом та грошову суму в розмірі 100 000 $.
Відбір переможців у кожній області здійснюють міжнародні комітети з трьох експертів. Нові склади комітетів формуються щорічно. Фонд має статус приватної некомерційної організації. Опікуни, члени Ради та Комітетів, виконують свої обов'язки на добровільних засадах. 1975 року Кнесет затвердив спеціальний «Закон про фонд Вольфа».
Премія Вольфа — одна з небагатьох недержавних премій, які мають комплексний характер, тобто охоплюють відразу кілька сфер людської діяльності.